# Parque Nacional Cabrits

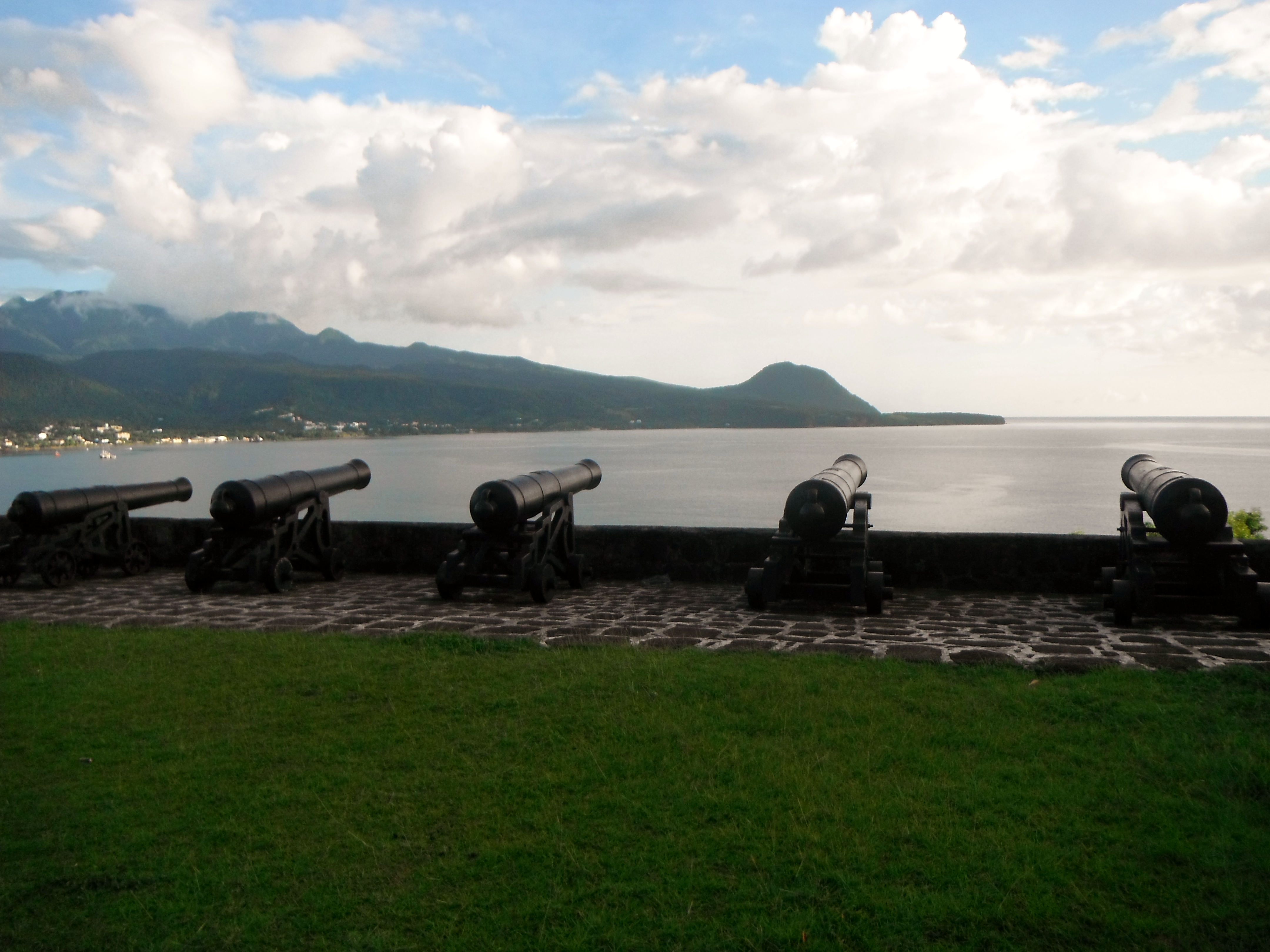
Canhões da guarnição de Fort Shirley.

O parque nacional Cabrits (em inglês:  Cabrits National Park) é um parque nacional situado numa península no extremo norte da Dominica, a norte de Portsmouth. O parque protege alguns bosques tropicais, recifes de coral e zonas húmidas. Há no parque trilhos para caminhada e uma antiga guarnição britânica chamada Fort Shirley. O Parque Nacional Cabrits ocupa 531 ha e foi fundado em 1986.